# 代顿 (阿拉巴马州)
代顿（英語：Dayton）是美国阿拉巴马州下属的一座城市。面积约为1平方英里（约合2.58平方公里）。根据2010年美国人口普查，该市有人口52人，人口密度为52.1/平方英里（约合20.16/平方公里）。